# Andrei Gag
Andrei Marius Gag (ur. 27 kwietnia 1991 w Chișineu-Criș) – rumuński lekkoatleta specjalizujący się w pchnięciu kulą.
W przeszłości uprawiał także rzut dyskiem. W 2010 zdobył w tej konkurencji srebrny medal mistrzostw świata juniorów w Moncton.
Startując w pchnięciu kulą, nie przebrnął przez eliminacje mistrzostw Europy na stadionie (2014) i w hali (2015). W 2015 sięgnął także po srebrny medal uniwersjady oraz startował na światowym czempionacie w Pekinie. W 2016 zdobył srebrny medal halowych mistrzostw świata w Portland.
Złoty medalista mistrzostw Rumunii oraz reprezentant kraju na drużynowych mistrzostwach Europy i pucharze Europy w rzutach. Zdobywał medale mistrzostw krajów bałkańskich.
Rekordy życiowe: stadion – 21,06 (17 lipca 2016, Kluż-Napoka) były rekord Rumunii; hala – 20,89 (18 marca 2016, Portland).

## Osiągnięcia
| Rok  | Impreza                              | Miejsce        | Lokata            | Wynik |
| ---- | ------------------------------------ | -------------- | ----------------- | ----- |
| 2013 | I liga drużynowych mistrzostw Europy | Dublin         | 8. miejsce        | 17,44 |
| 2014 | I liga drużynowych mistrzostw Europy | Tallinn        | 2. miejsce        | 19,64 |
| 2014 | Mistrzostwa Europy                   | Zurych         | el. – 20. miejsce | 19,18 |
| 2015 | Halowe mistrzostwa Europy            | Praga          | el. – 26. miejsce | 18,45 |
| 2015 | I liga drużynowych mistrzostw Europy | Heraklion      | 2. miejsce        | 19,43 |
| 2015 | Uniwersjada                          | Gwangju        | 2. miejsce        | 19,92 |
| 2015 | Mistrzostwa świata                   | Pekin          | el. – 17. miejsce | 19,74 |
| 2016 | Puchar Europy w rzutach              | Arad           | 1. miejsce        | 20,68 |
| 2016 | Halowe mistrzostwa świata            | Portland       | 2. miejsce        | 20,89 |
| 2016 | Mistrzostwa Europy                   | Amsterdam      | el. – 16. miejsce | 19,49 |
| 2016 | Igrzyska olimpijskie                 | Rio de Janeiro | el. – 13. miejsce | 20,40 |
| 2017 | Halowe mistrzostwa Europy            | Belgrad        | el. – 14. miejsce | 19,74 |
| 2017 | Puchar Europy w rzutach              | Las Palmas     | 7. miejsce        | 19,95 |
| 2017 | I liga drużynowych mistrzostw Europy | Vaasa          | 5. miejsce        | 18,86 |
| 2017 | Mistrzostwa świata                   | Londyn         | 12. miejsce       | 19,96 |
| 2017 | Uniwersjada                          | Tajpej         | 3. miejsce        | 20,12 |
| 2018 | Puchar Europy w rzutach              | Leiria         | 6. miejsce        | 19,66 |
| 2018 | Mistrzostwa Europy                   | Berlin         | el. – 23. miejsce | 19,26 |
| 2019 | Halowe mistrzostwa Europy            | Glasgow        | el. – 15. miejsce | 19,70 |
| 2019 | Puchar Europy w rzutach              | Šamorín        | 7. miejsce        | 19,29 |
| 2019 | I liga drużynowych mistrzostw Europy | Sandnes        | 5. miejsce        | 19,25 |
| 2019 | Mistrzostwa świata                   | Doha           | el. – 17. miejsce | 20,50 |